# 尼利 (上马恩省)
尼利（法語：Nully，法語發音：[nyli]）是法国上马恩省的一个市镇，属于圣迪济耶区。

## 地理
尼利（48°21'58"N, 4°48'22"E）面积17.81 平方千米，位于法国大東部大區上马恩省，该省份为法国东北部内陆省份，北起马恩省和默兹省，西接奥布省，西南接科多尔省，东南接上索恩省，东临孚日省。
与尼利接壤的市镇（或旧市镇、城区）包括：蒂勒、伯维尔、布吕默赖、索姆瓦尔、特雷米利。

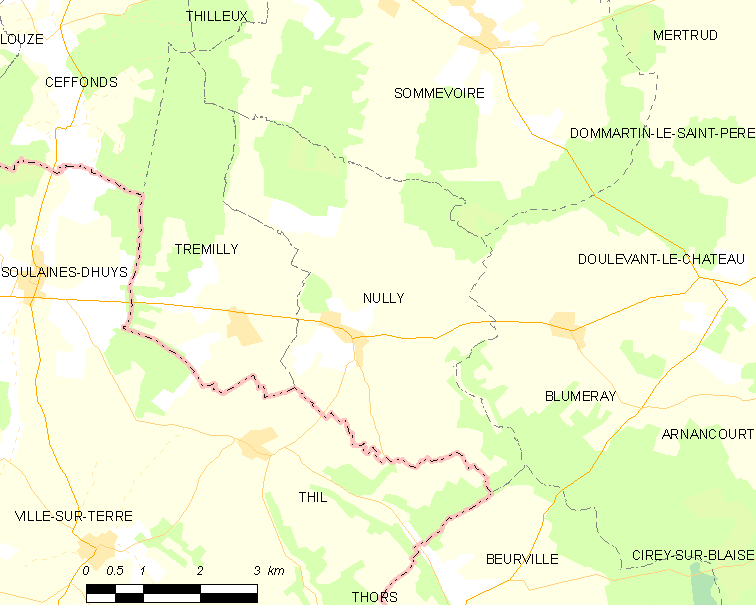
的OSM定位图

尼利的时区为UTC+01:00、UTC+02:00（夏令时）。

## 行政
尼利的邮政编码为52110，INSEE市镇编码为52359。

## 政治
尼利所属的省级选区为茹安维尔县。

## 人口

1962-2008年间人口变化图示

尼利于2022年1月1日时的人口数量为143人。